# Georgi Kănev
Georgi Stančev Kănev (in bulgaro Георги Станчев Кънев?; Kazanlăk, 6 maggio 1934 – dicembre 2012) è stato un cestista bulgaro.

## Carriera
Con la Bulgaria disputò due edizioni dei Giochi olimpici (Melbourne 1956, Roma 1960), i Campionati mondiali del 1959 e tre edizioni dei Campionati europei (1957, 1959, 1963).